# IMUM
IMUM (Înteprinderea Metalurgică de Utilaje Medgidia) este o companie producătoare de utilaje agricole și de transport din România.
Compania deține o suprafață de producție de 36 de hectare și are acces la magistralele feroviare, la drumurile naționale și europene și la Canalul Dunăre-Marea Neagră.
Număr de angajați:
- 2009: 160[1]
- 2004: 205[2]

## Istoric
Începând cu data de 1 mai 1950, Înteprinderea Auto-Cotroceni-București a fost transferată cu toate utilajele și întreg personalul la Medgidia, sub denumirea de Atelierele Centrale ale Direcției Generale a canalului Dunăre – Marea Neagră, iar în noiembrie 1951 se dau în exploatare construcțiile industriale și sociale din actuala incintă a întreprinderii.
Începând cu luna octombrie 1952 trece în subordinea Ministerului Industriei Metalurgice, Direcția Construcții de Mașini, cu denumirea de Înteprinderea Metalurgică de Utilaje Medgidia.
IMUM a ajuns, în scurt timp, cea mai mare uzină constructoare de mașini agricole din România.
În anul 1990 devine societate pe acțiuni.
În mai 2004, APAPS a vândut pachetul majoritar de acțiuni oamenilor de afaceri Ozyasar Emin din Turcia și Radu Constantin.
Valoarea tranzacției a fost de 2,09 milioane de euro, sumă care cuprindea prețul unui pachet de 69,9% din acțiuni și investițiile tehnologice și de mediu asumate de cumpărători pentru următorii cinci ani.
În momentul în care au cumpărat societatea, cei doi investitori și-au asumat datorii bugetare și comerciale în valoare de 1,2 milioane de euro, restul datoriilor, de până la 2,8 milioane de euro, fiind șterse.
Ulterior noii acționari au vândut în anul 2004, în două tranșe, sub formă de fier vechi, peste 1.600 de tone din utilajele liniilor de turnare, formare și transport, precum și ștanțele și matrițele unității.